# Distribuzione di Pearson
In teoria della probabilità la distribuzione di Pearson è una famiglia di distribuzioni di probabilità continua, che generalizza la variabile casuale normale.
Queste distribuzioni vengono usate nell'ambito delle analisi dei mercati finanziari, in quanto danno una possibilità di parametrizzazione più simile al modo di pensare di chi opera su tali mercati.
Tra le diverse variabili casuali usate correntemente per descrivere la natura stocastica della volatilità dei cambi, azioni, ecc., le variabili casuali di Pearson sono una tra le più importanti.
Le v.c. in questione vennero descritte da Karl Pearson nel 1895 in una serie di articoli
sulla teoria matematica dell'evoluzione. Descrisse in tali occasioni cinque tipi di v.c. continue:
- I. Definite in un intervallo limitato in entrambe le direzioni, con asimmetria
- II. Definite in un intervallo limitato in entrambe le direzioni, simmetriche
- III. Definite in un intervallo limitato solo in una direzione, e pertanto asimmetriche
- IV. Definite in un intervallo in entrambe le direzioni non limitato, con asimmetria
- V. Definite in un intervallo in entrambe le direzioni non limitato, simmetriche

Generalizzando la distribuzione ipergeometrica, Pearson propose una funzione di densità di probabilità proporzionale a
{\displaystyle (1+x/a_{1})^{\nu a_{1}}(1-x/a_{2})^{\nu a_{2}}}
per {\displaystyle -a_{1}<x<a_{2}}, modificando i diversi limiti per ottenere le forme del tipo I, II, III, e V.
Per il tipo IV derivò la forma
{\displaystyle exp(-\nu \arctan(x/a))/(1+x^{2}/a^{2})^{m}}
che può essere spostata lungo l'ascissa a piacere. Ad alcune di queste forme corrispondono variabili casuali con dei propri nomi.

## V.c. di Pearson di tipo III
La v.c. di Pearson di tipo III è dato dalla funzione di densità di probabilità
{\displaystyle f(x)={\frac {1}{\beta \,\Gamma (p)}}\left({\frac {x-\alpha }{\beta }}\right)^{p-1}e^{-(x-\alpha )/\beta },}
dove x ∈ [α,∞) e α, β e p sono parametri della distribuzione con  β > 0 e p > 0 (Abramowitz and Stegun 1954, p. 930), essendo Γ la funzione Gamma.
- funzione caratteristica:

{\displaystyle e^{i\alpha t}(1-i\beta t)^{-p}}
- valore atteso:

{\displaystyle \alpha +p\beta }
- varianza:

{\displaystyle p\beta ^{2}}
- asimmetria:

{\displaystyle {\frac {2}{\sqrt {p}}}}
- curtosi:

{\displaystyle {\frac {6}{p}}}
Se a=0, β=2 e p è un mezzo intero, la v.c. di Pearson di tipo III corrisponde 
alla variabile casuale chi quadro con 2p gradi di libertà.